# Rethondes
Rethondes é uma comuna francesa na região administrativa de Altos da França, no departamento de Oise. Estende-se por uma área de 9,48 km². Em 2010 a comuna tinha 668 habitantes (densidade: 70,5 hab./km²).